# Caffè Le Giubbe Rosse

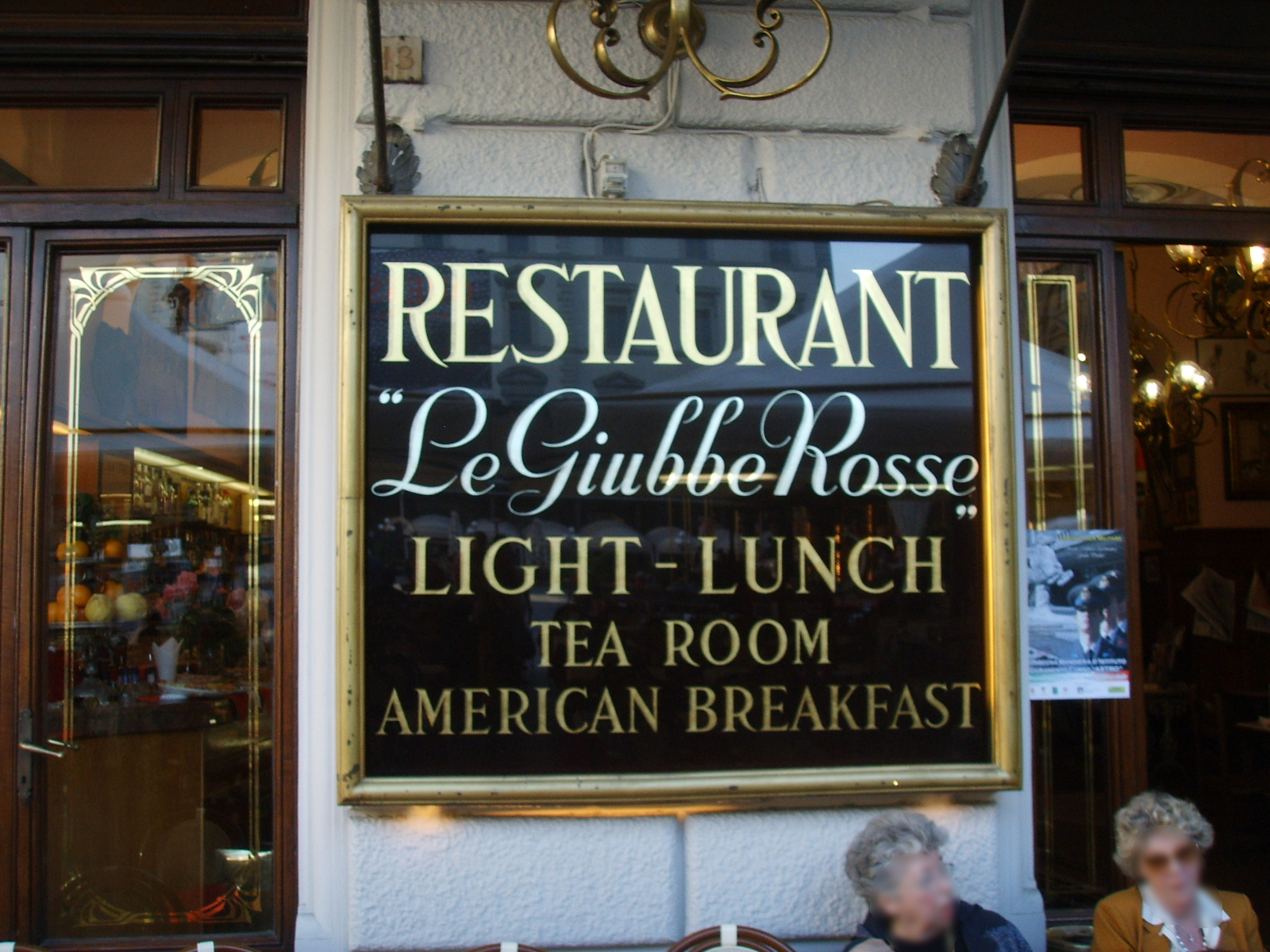
Insegna de Le Giubbe Rosse

Il caffè Le Giubbe Rosse è un esercizio storico di Firenze, situato in piazza della Repubblica 13-14/r. Fa parte dei Locali storici d'Italia.

## Storia
II locale fu fondato nel 1897, dopo la fine dei lavori al nuovo stabile, come "birreria Reininghaus", da due fratelli produttori di birra di origine tedesca. Secondo la moda viennese del tempo, i camerieri indossavano giubbe rosse, tanto che i fiorentini, trovando difficoltà nel pronunciare il nome straniero del caffè, preferivano dire: «andiamo da quelli delle giubbe rosse».
All'inizio il caffè ospitava un circolo scacchistico dove sarebbero passati diversi appassionati di scacchi, come Lenin, e anche poeti ed intellettuali tra i quali Gordon Craig, André Gide, Medardo Rosso.
L'importanza del locale è tuttavia legata all'epoca del Futurismo e di Lacerba, de La Voce e del Leonardo, quando il caffè divenne il più vivace cenacolo letterario e artistico di Firenze. Fu teatro per esempio della rissa tra i futuristi milanesi di Marinetti e gli artisti fiorentini raccolti intorno alla rivista La Voce, sulla quale Ardengo Soffici pubblicò un articolo che attaccava i rivali futuristi.
Mantenne questo carattere fino all'ultima guerra, quando ai suoi tavoli si incontravano i rappresentanti dell'Ermetismo, attorno a Eugenio Montale, e i giovani pittori fiorentini, intorno a Ottone Rosai e Primo Conti. Caffè letterario per eccellenza, dagli anni della sua nascita a oggi ha visto sedere ai suoi tavolini personalità quali Giovanni Papini, Ardengo Soffici, Aldo Palazzeschi, Dino Campana, Elio Vittorini, Tommaso Landolfi, Antonio Bueno, Silvio Loffredo e molti altri. Fino alla soglia degli anni duemiladieci aveva le pareti interamente coperte da foto, disegni e memorie dei suoi celebri frequentatori.
A fronte di questa storia e dopo vari cambiamenti di gestione, nel dicembre 2018 il Tribunale di Firenze abbia dichiarato il fallimento della società che gestiva il locale con conseguente rischio di chiusura dello storico locale, rischio scongiurato grazie all'acquisto durante la quarta asta fallimentare del 25 luglio 2019 da parte di Scudieri International Srl., società di proprietà di Silenia Spa., entrambe con sede in Firenze. Contestualmente, a salvaguardia del luogo, la locale Soprintendenza ha emesso un vincolo sottolineando come il locale "rappresenti una testimonianza tangibile dell'atmosfera e del fervore intellettuali che animavano Firenze nel corso del Novecento", e costituisca di conseguenza "un forte valore identitario". A seguito di una ristrutturazione, il locale sarebbe dovuto riaprire nella primavera del 2020, ma in conseguenza delle restrizioni legate alla pandemia di Covid 19, l'apertura è avvenuta solo nel giugno 2024.

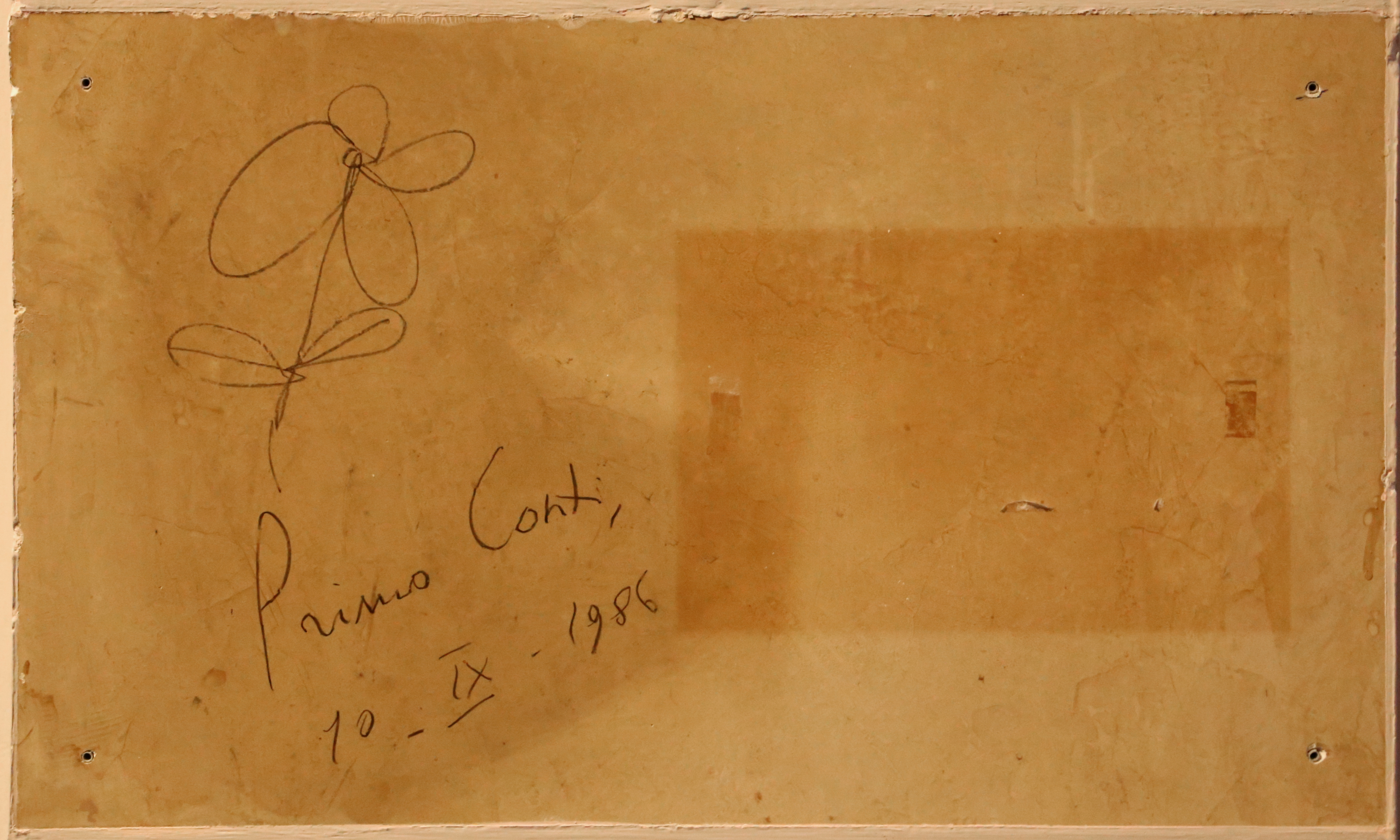
Firma di Primo Conti e data 1986, su una parete interna del locale
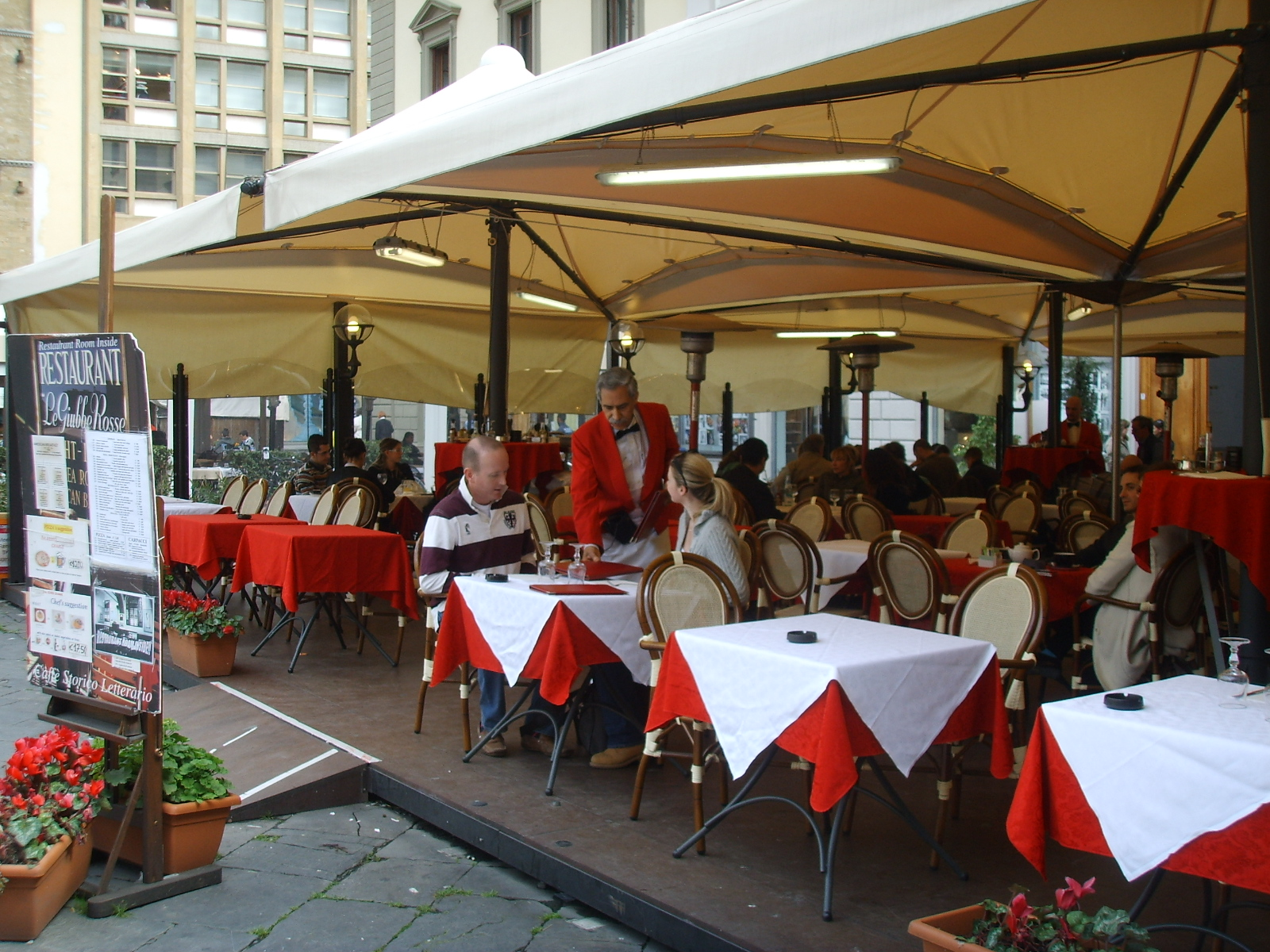
Cameriere con la giubba rossa (2007)
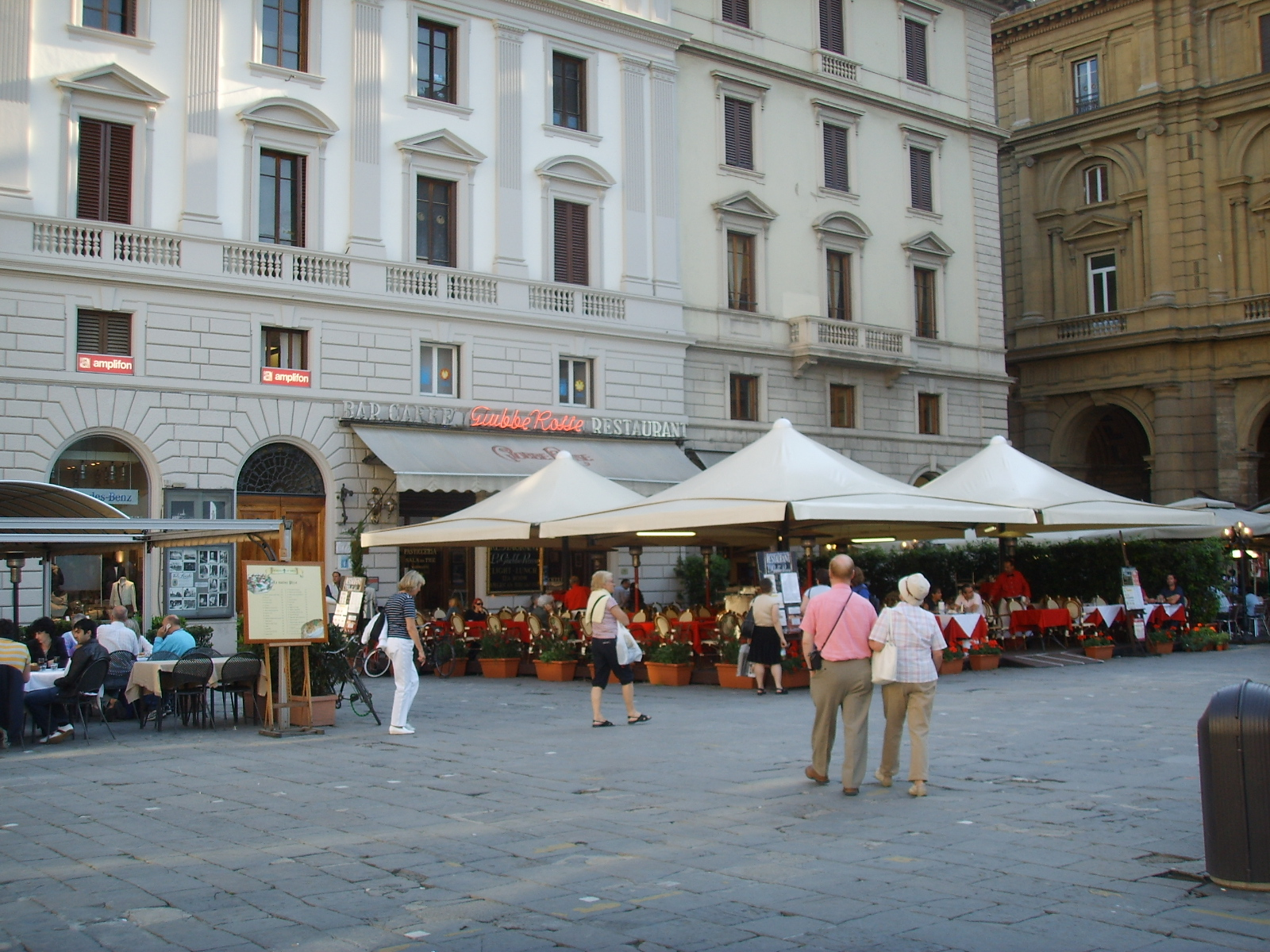
Esterno
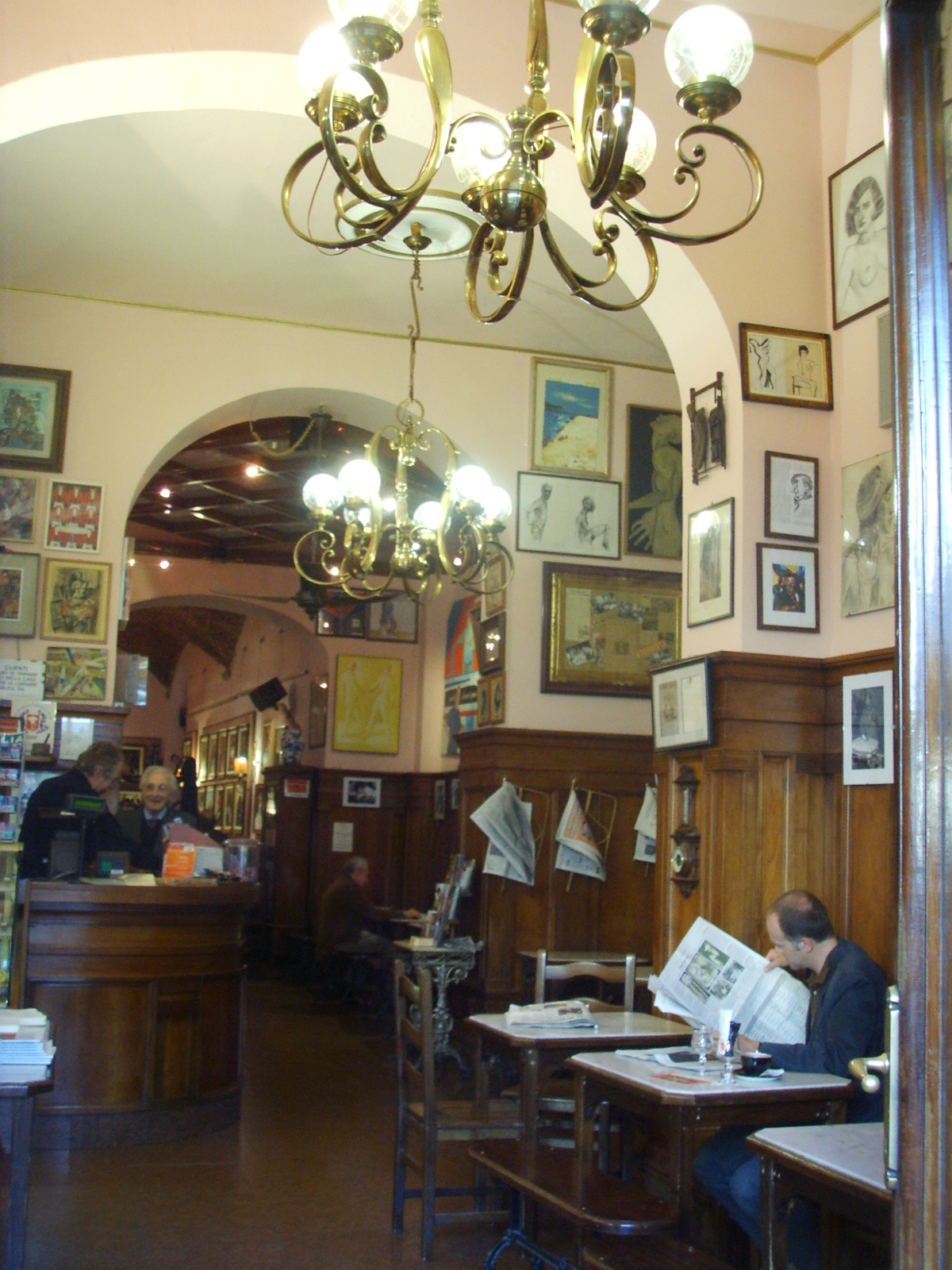
L'interno tappezzato di disegni, dipinti e ritagli (2007)